# الدوري الهندوراسي الدرجة الأولى لكرة القدم 1995-96
الدوري الهندوراسي الدرجة الأولى لكرة القدم 1995-96 هو موسم من الدوري الهندوراسي الدرجة الأولى لكرة القدم. فاز فيه نادي ديبورتيفو أوليمبيا.